# Horst-Rüdiger Magnor
Horst-Rüdiger Magnor (ur. 23 lutego 1942 we Wrocławiu, wówczas Breslau, zm. 16 lutego 2008 w Gedern) – niemiecki lekkoatleta, chodziarz reprezentujący RFN.
Dwukrotny olimpijczyk – w 1968 był 11. w chodzie na 50 kilometrów, a w 1972 16. na tym samym dystansie.
Wielokrotny medalista mistrzostw kraju – w chodzie na 20 kilometrów zdobył brązowy medal w 1967 oraz srebro w 1970. Na 50 kilometrów w 1967 był drugi, rok później trzeci, a w 1972 wywalczył srebrny medal. W barwach Eintrachtu Frankfurt dziewięciokrotnie był mistrzem Niemiec w chodzie (pięć razy w chodzie na 20 kilometrów i czterokrotnie na 50 kilometrów).

## Rekordy życiowe
- Chód na 50 kilometrów – 4:06:28 (1964)